# Agadir Imi'm Korn

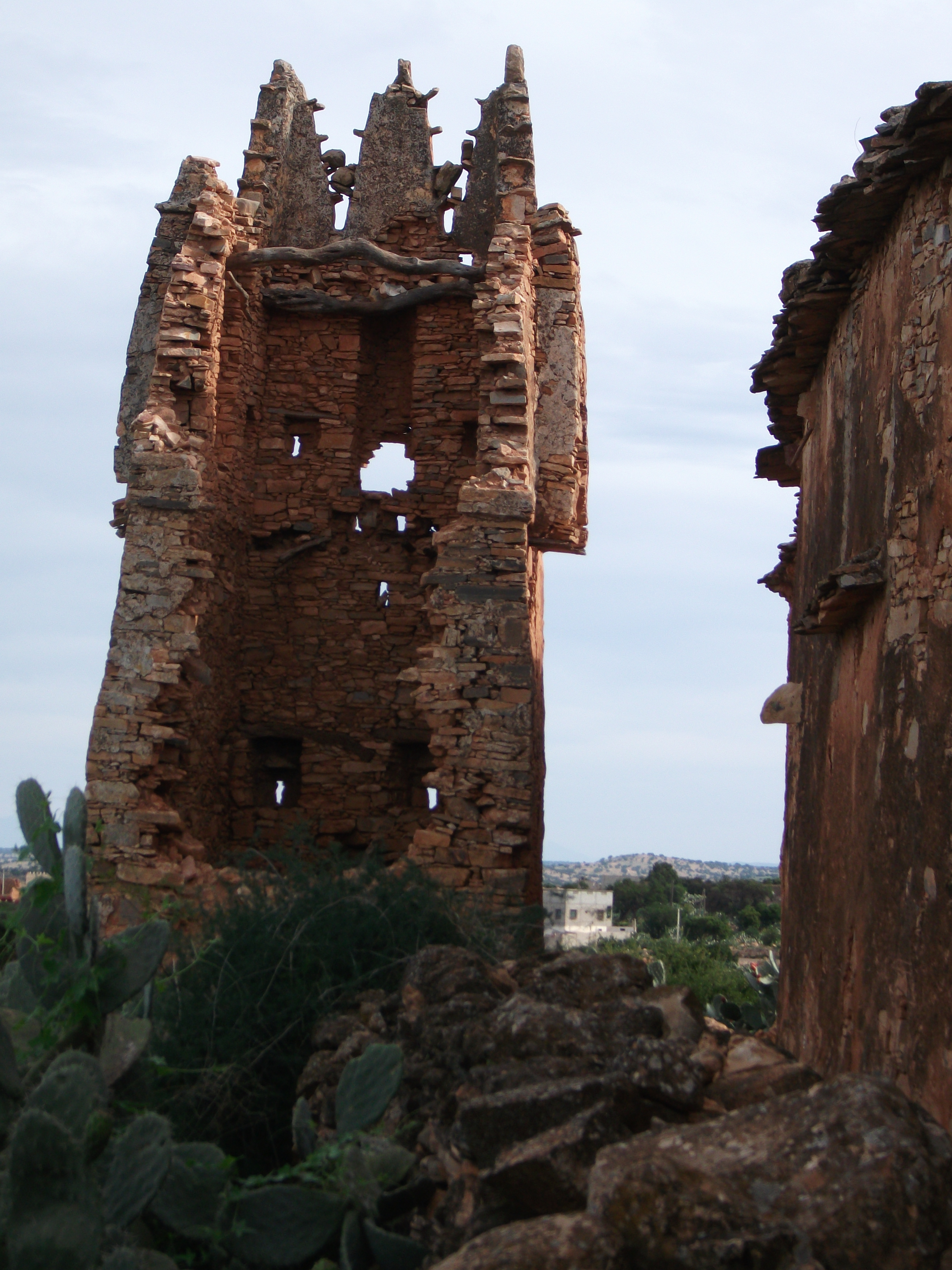
Der zinnenbewehrte Turm des Agadir von Imi'm Korn hatte auf allen vier Seiten pechnasenartige Vorsprünge. Links des Turms ist noch das Kakteengestrüpp erkennbar, von dem viele Agadire zur besseren Verteidigung umgeben waren.

Der Agadir Ikounka im kleinen Ort Imi'm Korn (manchmal auch Imi Mqorn geschrieben) gehört zu den Agadiren (Speicherburgen) der Berber im marokkanischen Antiatlas-Gebirge.

## Lage
Der kleine Ort Imi'm Korn liegt etwa einen Kilometer östlich der Straße (R105) zwischen Agadir und Tafraoute etwa auf halber Wegstrecke zwischen Biougra und Aït Baha in der Region Souss-Massa im südwestlichen Marokko. Der Agadir befindet sich am nördlichen Ortsrand.

## Geschichte
Mangels schriftlicher Überlieferungen existieren über das Alter des Dorfes (douar) bzw. der Speicherburg keine verlässlichen Angaben. Es ist jedoch zu vermuten, dass der Ort bereits in vorislamischer Zeit besiedelt war. Das Alter der Speicherburg dürfte bei etwa 200 bis 300 Jahren liegen; dendrochronologische Datierungsmethoden für Arganbaumhölzer wurden bislang nicht entwickelt und würden wohl auch zu keinem zuverlässigen Ergebnis führen, da die Hölzer in früheren Zeiten immer wieder ersetzt wurden. Ob es einen Vorgängerbau gegeben hat, ist nicht bekannt. Der Agadir wurde in den Jahren 2014/5 einer umfassenden Restaurierung unterzogen.

## Architektur

### Material
Wie bei den meisten Agadiren im Gebiet des Antiatlas ist der gesamte Bau aus größeren und kleineren Steinen, die in der Umgebung überall in Mengen herumliegen und bei der Feldarbeit ausgesprochen hinderlich waren, handwerklich perfekt und ohne Verwendung von Mörtel – nur mit etwas Lehm – zusammengefügt.

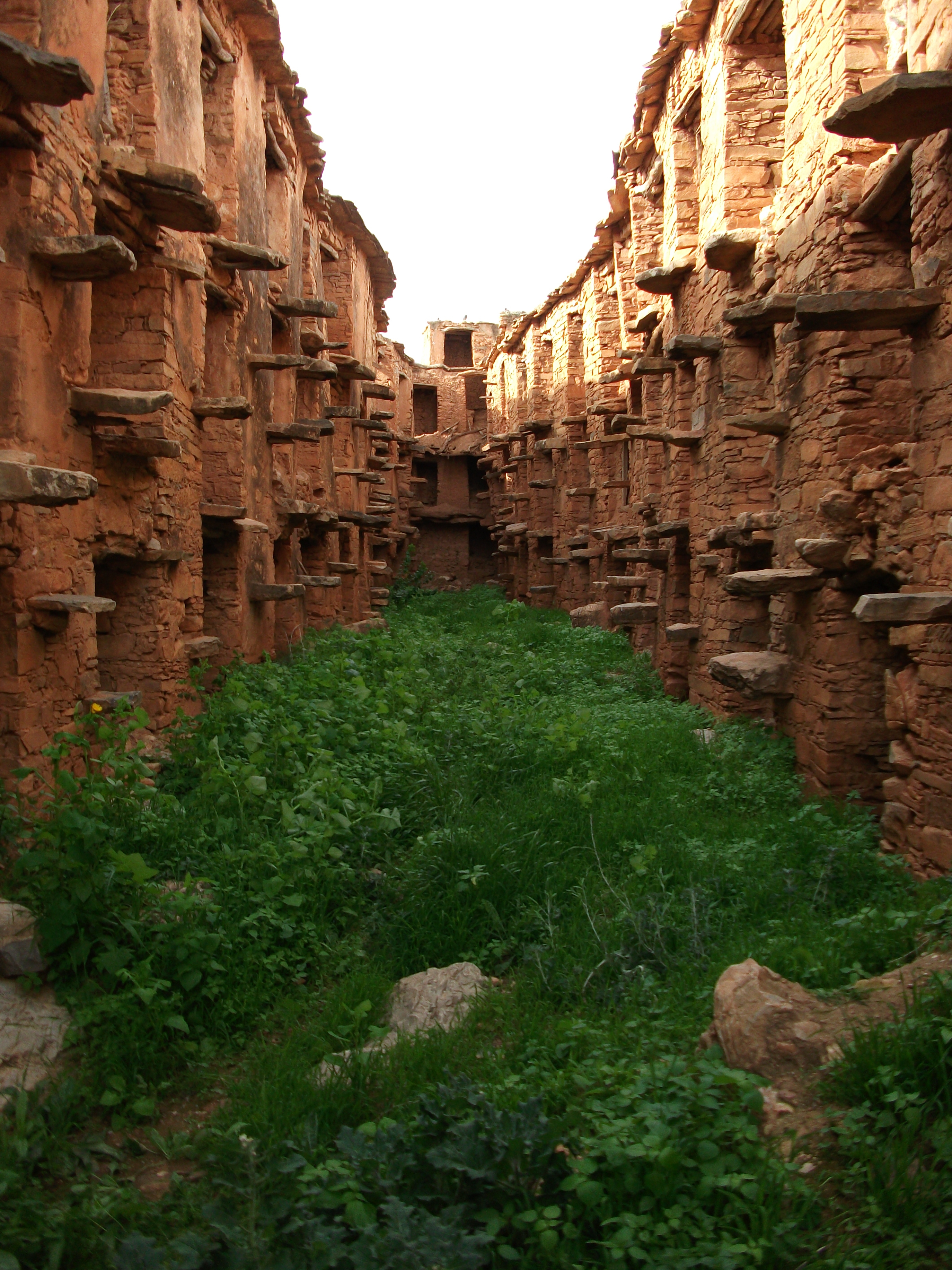
Gang mit Trittsteinen

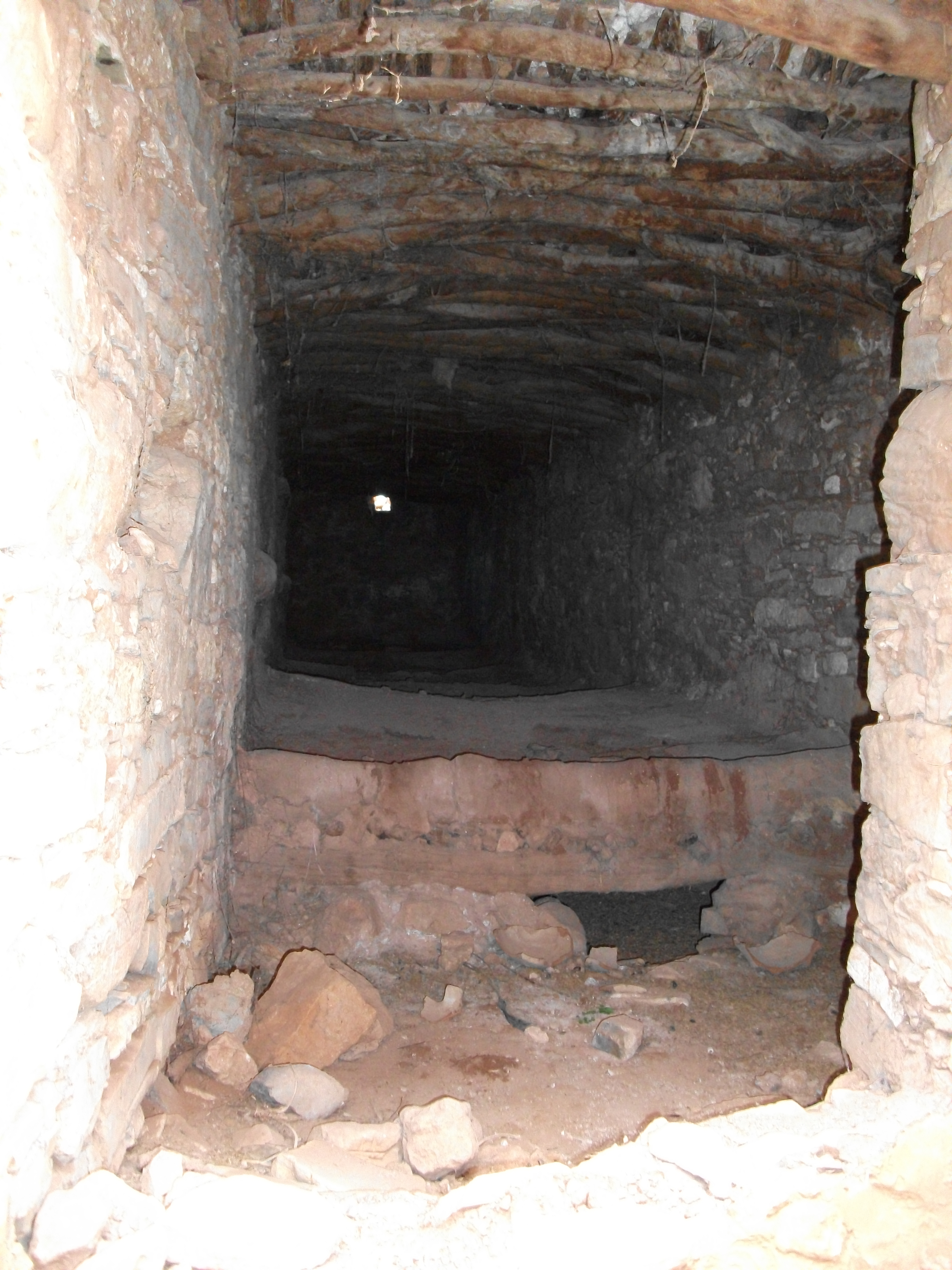
Speicherkammer im Erdgeschoss

### Vorhof und Turm
Über eine Eingangspforte gelangte man ehedem in einen Vorhof mit einer kleinen Kammer für den oder – je nach Jahreszeit – die Wärter (amin). Hier befanden sich auch zwei Zisternen, die aus dem steinigen Erdreich ausgehoben, anschließend mit Steinen vermauert und auf der Innenseite mit einem wasserundurchlässigen Putz ausgekleidet wurden.
Im Bereich des Vorhofs steht auch der sich nach oben leicht verjüngende Wachturm, der mit seinen hohen Zinnen und Vorsprüngen, die an Pechnasen oder Maschikulis erinnern, zu den originellsten und schönsten in ganz Marokko gehört. In den Außenwänden des Turms sind mehrere Schießscharten erkennbar.

### Kernbau
Der eigentliche Zugang ins Innere der Speicherburg führt über einen Durchgang mit den in allen Agadiren anzutreffenden gegenüberliegenden Steinbänken, die im Wesentlichen zu Versammlungszwecken der Dorfältesten dienten. Zu beiden Seiten eines geraden Mittelgangs liegen die einzelnen Speicherkammern (insgesamt sind es etwa 90), die in drei Stockwerken übereinander angeordnet und über – in das Mauerwerk eingelassene – Trittsteine erreichbar sind.

### Speicherkammern
Die etwa 1,60 Meter breiten und etwa 6,50 bis 7,50 Meter tiefen, aber nur etwa 1,60 Meter hohen Speicherkammern haben Decken bzw. Böden aus krummen Arganhölzern mit einer Abdeckung aus Schilf und Lehm. Die Kammern im Erdgeschoss verfügen zudem über ein etwa 20 Zentimeter hohes Podest zum Schutz gegen aufsteigende Feuchtigkeit. In der rückwärtig gelegenen Außenwand ist zumeist eine kleine Licht- bzw. Lüftungsöffnung ausgespart, die aber in Zeiten von Übergriffen auch als Schießscharte Verwendung finden konnte.
Die Speicherkammern waren ehemals von beschnitzten oder bemalten – und mit komplizierten Schlössern aus Holz (später aus Metall) gesicherten – Holztüren verschlossen; diese sind jedoch allesamt verschwunden: Teilweise sind sie bei städtischen Antiquitätenhändlern oder aber – in Ausnahmefällen – auch in Museen gelandet; nach der endgültigen Aufgabe des Agadir um die Mitte des 20. Jahrhunderts wurden auch etliche Türen von den Eigentümern der Kammern verbrannt.